# Exploitation aurifère en République centrafricaine
L'exploitation de l'or en République centrafricaine ne date que du milieu du XXe siècle. Pratiquée aux débuts par des entreprises européennes liées à la colonisation, elle est essentiellement au XXIe siècle le fait d'entreprises chinoises, ainsi que du groupe Wagner.
Ceux-ci sont accusés de pratiquer l'orpaillage de manière semi-légale, souvent sans permis, avec des complicités politiques. Mais l'exploitation est surtout source de pollution des eaux par le mercure et de déforestation.
L'extraction et l'exportation de l'or représentent environ un dixième du produit intérieur brut de la République centrafricaine.

## Histoire

### Débuts
La découverte du potentiel aurifère de la République centrafricaine est faite vers 1920, alors que le pays fait encore partie de l'Afrique-Équatoriale française. L'extraction de l'or commence vers 1950 mais décroît fortement avec l'indépendance, de nombreuses entreprises occidentales quittant alors le pays. Ainsi, la production d'or en 2010 n'est que de 56 kilogrammes. En 2011, cette production s'élève à 73 kilogrammes, ce qui représente une valeur de 1,25 milliard de francs CFA. À cette date, la production et l'exportation illégales sont estimées vingt fois supérieures, représentant 95 % des sorties, soit environ deux tonnes d'or. L'exploitation, menée partiellement de manière industrielle sous le régime colonial, devient très majoritairement artisanale à partir des années 1960. Dans les années 2000, ce sont encore 84 % de l'or extrait qui le sont selon des procédés artisanaux.

### Développement
À la suite de la crise financière de 2007-2008, la valeur du diamant est jugée trop volatile et plusieurs entreprises se tournent préférentiellement vers l'or, jugé plus stable. À cette époque, le seul acteur industriel présent est l'entreprise canadienne AXMIN, implantée dans la préfecture de Ouaka en 1996 par le biais de ses filiales Société des Mines d’Or de la Ouaka et Aurafrique SARL La première obtient trois permis d'exploitation en août 2010, valables pour vingt-cinq ans, la seconde deux permis de trois ans, renouvelables chacun deux fois. L'exploitation commence en 2014,.
Au début des années 2010, le Front populaire pour le redressement de Baba Laddé est suspecté de tirer certains de ses revenus de l'exploitation illégale de l'or, bien que l'essentiel de son activité économique repose sur l'élevage bovin.

## Implantation géographique
L'or est surtout présent près de Bouar, dans l'ouest du pays à proximité de la frontière camerounaise.
Il existe une douzaine de sites d'extraction de l'or en République centrafricaine, dont Bossangoa, Yoaloke, Garga, Gallo, Bossembele, Nola, Sosso Nakombo. Sur 19 chantiers ouverts, seuls trois sont dotés d'un permis valable, et la corruption est très présente.
Il existe aussi une mine d'or à ciel ouvert à Ndassima, au centre du pays.

## Rôle économique
L'extraction aurifère représente environ 10 % du produit intérieur brut de la République centrafricaine, ce qui en fait la seconde ressource minière en importance après le diamant.
Au début des années 2010, l'or est taxé à hauteur de 5,25 %, ce qui en fait un produit moins onéreux à l'export que le diamant, taxé à hauteur de 12 %. Ce taux est encore moins élevé au Cameroun. Par ailleurs, les bijoux en or produits en Centrafrique doivent être purs à au moins 18 carats, quand le Cameroun se contente de 12. Ces deux faits expliquent que l'immense majorité de l'or extrait traverse illégalement la frontière camerounaise, juste après laquelle de nombreux bureaux d'achat d'or sont situés, avant d'être expédié sur les marchés internationaux.

## Prise de contrôle par Wagner
La mine d'or de Ndassima est ouverte en 2006. Celle-ci est à ses débuts exploitée par la société canadienne Axmin, qui y investit environ 760 millions d'euros. La troisième guerre civile centrafricaine permet à la faction Seleka de prendre le contrôle de la mine en décembre 2012. La situation n'évolue plus jusqu'en novembre 2019. À cette date, Axmin apprend que ses permis d'exploitation mini, prévues pour vingt-cinq ans, ont été retirés pour « violation de la loi ». Ce permis est dans la foulée réattribué à une société écran malgache, Malgache Final Leandric Rabenatoandro, travaillant pour le compte d'une société russe identifiée comme étant le groupe Wagner,,.

## Aspects sociaux et écologiques
Les orpailleurs artisanaux, qui représentent l'immense majorité de la production, travaillent dans la plupart des cas dans l'illégalité. Vers 2010, seulement 5 à 10 % d'entre eux sont enregistrés légalement. D'autre part, ils n'ont pas, pour la moitié d'entre eux, conscience du caractère temporaire de la ressource. Un sondage effectué en 2009 indique que 53 % d'entre eux estiment la ressource en or infinie. Par ailleurs, les deux tiers d'entre eux n'estiment pas que l'extraction aurifère est source de problèmes écologiques. Pour ces travailleurs, l'unique préoccupation est de nourrir leur famille.
Dès la fin des années 2000, les aspects écologiques de l'exploitation aurifère commencent à inquiéter certains observateurs. La pollution au mercure est notamment évoquée. Celui-ci, particulièrement employé par les orpailleurs artisanaux, n'est déversé qu'en petites quantités par chaque exploitant. Mais le cumul de l'ensemble des exploitations représente une pollution notable, et sans aucun contrôle. La déforestation est également déjà problématique, ainsi que son impact sur la faune.
En 2019, le prêtre italien Aurelio Gazzera, missionnaire carme en Centrafrique depuis 1992, dénonce la mainmise de quatre entreprises chinoises d'extraction d'or sur la rivière Ouham, ainsi que la pollution et la corruption qui en découlent. Les entreprises concernées, toutes filiales d'un même groupe et dirigées par Zhao Baome, sont Tian Xiang (ou Tiang-Xiang), Tian Roun (ou Jianin), Meng et SMC Mao. Sur 19 sites d'extraction de l'or, seuls trois ont reçu une autorisation officielle. La rivière, détournée et draguée en profondeur, présente des taux de contamination au mercure de quatre à vingt-six fois supérieurs à la limite maximale admissible. Cette pollution est la source de nombreuses fausses couches et de décès prématurés en aval des sites d'exploitation. Outre le mercure, des hydrocarbures et des déchets mécaniques sont également déversés dans la rivière,,.
Lors de l'implantation des sites d'exploitation, la population locale n'a pas été consultée et l’étude d’impact sur l’environnement, obligatoire au regard de l’article 34 du Code de l’environnement, n'a pas été menée. Les expropriations nécessaires à la mise en chantier n'ont pas été indemnisées. Enfin, la dépendance des populations à la rivière pour l'alimentation en eau potable contraint celles-ci à devoir chercher leur eau beaucoup plus loin.
Le missionnaire dénonce, outre la pollution, l'emploi de l'armée centrafricaine comme milice chargée de la garde des sites, le déboisement de la forêt sur de vastes surfaces, et l'absence systématique de remise en état naturel des sites en fin d'exploitation. Le 25 mars 2019, le ministre des mines et de la géologie alerté suspend les activités minières jusqu'à nouvel ordre. Mais la reprise a lieu moins d'un mois plus tard. Le 27 avril de la même année, alors qu'il est en train de filmer les activités minières en bord de fleuve, Aurelio Gazzera est arrêté par la police et emmené. La vindicte de la population locale qui soutient le prêtre lui vaut d'être rapidement libéré ; mais deux jours plus tard, le premier ministre Firmin Ngrebada l'accuse ouvertement, devant l'Assemblée nationale, de pratiquer lui-même l’orpaillage clandestin. Certains députés, dont celui de Bozoum, Corneille Sérékoïsse, ainsi que l'archevêque de Bangui Dieudonné Nzapalainga, prennent fait et cause pour le père Gazzera,,.
Le 8 mai, Firmin Ngrebada renouvelle ses accusations. Deux commissions, une ministérielle et une parlementaire, viennent enquêter et recueillir des témoignages sur place en juin 2019 ; la seconde préconise « d’arrêter sans délai les travaux » et incrimine « certains responsables du ministère des mines »,.
À la fin du mois de décembre 2019, l'Assemblée nationale vote la fin de l'exploitation aurifère par les entreprises chinoises. Mais, le texte n'étant toujours pas signé par le président de cette chambre en avril 2020, il n'est pas entré en vigueur et les entreprises poursuivent leurs activités.